# Leontoceryx
Leontoceryx — вимерлий, маловідомий рід пантероподібних котів зі східної Європи. Його назвав Міклош Крецой на основі одного нижнього ікла відносно міцної форми з чіткою зовнішньою борозенкою. Було зазначено, що ікла схожі на деякі зразки Machairodus schlosseri (що є синонімом Paramachaerodus orientalis). Він походить з місцевості поблизу Чаквара, Угорщина, і датується пізнім міоценом.